# Micrurus surinamensis
Micrurus surinamensis este o specie de șerpi din genul Micrurus, familia Elapidae, descrisă de Cuvier 1817.

## Denumiri comune
Această specie de șarpe este cunoscută sub o varietate de denumiri comune, printre care se numără Cobra coral, Coral de agua, Coral acuatica venezolana (pentru Micrurus nattereri), Coralillo, Coral venenosa, Culebra del agua, Naca-naca, Naca-naca de agua, Boichumbeguaçu, Himeralli, Itinkia, Kraalslang, Koraalslang, Krarasneke, Kraka Sneki și Wata mio. 
Aceste denumiri variază în funcție de regiunea geografică în care se găsesc și de cultura locală. De exemplu, termenul "Cobra coral" este folosit în mai multe țări din America Latină, în timp ce "Coral de agua" sau "Coral acuatica venezolana" sunt termeni specifici pentru specia Micrurus nattereri, care se găsește în Venezuela. "Coralillo" este un termen comun în țările de limbă spaniolă, în timp ce "Naca-naca" este folosit în țările de limbă portugheză. În general, toate aceste denumiri se referă la aceeași specie de șarpe veninos, care este recunoscută prin culorile sale distinctive de roșu, negru și alb.

## Descriere generală și comportament
M. surinamensis este unul dintre cei mai mari și mai puternici șerpi de corali, ajungând la o lungime medie de 80-100 cm, cu un maxim de 135 cm, deși există rapoarte nedovedite despre exemplare de 180 cm. Acest șarpe se caracterizează prin botul lung, capul mare și ochii și nările situate mai dorsal decât alți șerpi de corali. Capul este predominant roșu, cu solzi negri ascuțiți, iar solzii dorsal sunt subțiri și strălucitori. Masculii prezintă chile supraanale, dar acestea sunt puțin dezvoltate. Corpul are inele roșii separate de 5 până la 8 triade, fiecare triadă având un mijloc lat și două inele negre înguste, separate de două inele înguste de culoare crem sau gălbuie.
Această specie este cunoscută pentru obiceiurile sale preponderent acvatice și abilitatea de a înota foarte bine, putând rămâne scufundată o perioadă lungă de timp. Deși este predominant nocturnă, poate fi activă și în timpul zilei. M. surinamensis nu este agresivă față de oameni, dar poate deveni defensivă dacă se simte amenințată. În cazul în care este deranjată, își aplatizează corpul și ridică coada. Reproducerea acestei specii este ovipară, dar mărimea puilor nu a fost încă raportată. M. surinamensis se hrănește în principal cu anghile de mlaștină, pești osoși, alți șerpi și amfibieni.

## Areal și habitat
M. surinamensis este o specie endemică în America de Sud și poate fi găsită în Bolivia, Brazilia, Columbia, Ecuador, Guyana, Guyana Franceză, Peru, Surinam și Venezuela. În aceste țări, este întâlnită în principal în canalele de scurgere ale râului Orinoco și în pădurea amazoniană. Acest șarpe preferă pădurile umede cu munți joși și pădurile tropicale de-a lungul pârâurilor, râurilor și corpurilor de apă. De asemenea, poate fi întâlnit în mod obișnuit în zonele de pădure umedă de câmpie de lângă nivelul mării, la altitudini de până la 600 de metri.
Această specie este adaptată la mediul său acvatic, preferând zonele umede și poate fi găsită lângă bălți, mlaștini și alte zone cu apă stătătoare. De asemenea, se poate adapta la medii mai uscate, precum pădurile de munte și zonele de savană. M. surinamensis este o specie importantă pentru ecosistemele din care face parte, fiind un prădător important în lanțul trofic și ajutând la controlul populațiilor de rozătoare și insecte.

## Venin
Datorită producției scăzute de venin, studiile privind toxinele Micrurus sunt limitate. Cu toate acestea, șerpii din genul Micrurus sunt cunoscuți pentru veninul lor neurotoxic puternic, care poate provoca un blocaj neuromuscular atunci când se leagă în mod competitiv de receptorii de acetilcolină. Mușcăturile sunt rare, dar veninul de M. surinamensis poate fi fatal și provoacă paralizia nervilor cranieni.
Există rapoarte bine documentate despre efectele veninului de M. surinamensis asupra oamenilor. Un caz notabil a avut loc în Amazon, unde un student la biologie în vârstă de 18 ani a fost mușcat de deget în timp ce încerca să captureze șarpele. Victima a ajuns la spital în 20 de minute și a acuzat vedere încețoșată, dificultăți de vorbire, de înghițire, de mers și de deschidere a pleoapelor. De asemenea, victima a prezentat insuficiență respiratorie, precum și spumă în nas și în gură. Din cauza dificultăților respiratorii severe, victima a avut nevoie de ventilație mecanică. Este important să se acorde atenție deosebită acestui șarpe și să se evite orice interacțiune cu el, deoarece mușcătura sa poate fi fatală.

## Subspecii
Această specie cuprinde următoarele subspecii:
- M. s. surinamensis
- M. s. nattereri